# Akrotiri (Xipre)
Akrotiri (en grec: Ακρωτήρι, literalment Cap, en turc: Ağrotur) és un poble dins de l'àrea de la base sobirana d'Akrotiri, que forma part del Territori Britànic d'Ultramar d'Akrotiri i Dekélia. És la única població de la zona occidental de la base sobirana amb una important població no militar.
El poble conté dues petites esglésies dedicades a Santa Creu i Sant Jordi. Al sud hi ha un lloc anomenat Kourion (en grec: Κούριον) que conté les ruïnes d'un antic assentament.

## Sant Monestir de Sant Nicolau dels Gats
A dos quilòmetres a l'est del poble, enmig de camps i horts, es troba l'antic monestir de Sant Nicolau dels Gats (Άγιος Νικόλαος των Γατών).

### Història
El monestir és esmentat pels viatgers en el segle xv, però el relat més complet és el de Félix Fabri, un dominic que va visitar Xipre en 1480 i 1483. Esmenta Sant Nicolau com un monestir aïllat "envoltat de serps" on els monjos tenien gats per a protegir-se. Al voltant d'un segle més tard, en el segle xvi, Stefano Lusignan relata una tradició que associava el primer establiment d'aquest monestir a Santa Helena que, en la seva visita a Xipre, el va trobar infestat de serps verinoses. Centenars de gats d'Egipte o Palestina van ser importats al lloc on el seu vaixell havia atracat, la península d'Akrotiri. Es diu que Kalokeros, nomenat llavors governador, va fundar el monestir i que els gats es van unir a l'establiment a partir de llavors.
En 1960, l'església del monestir va ser reparada, mentre que poc després de 1974 un ancià monjo del Monestir de l'Apòstol Bernabé va iniciar els esforços per a reviure el Monestir. Va morir abans d'acabar el seu treball, però a partir de 1983, dues monges d'Agios Georgios Alamanos van reprendre l'esforç. Imitant a Santa Elena, van decidir mantenir 100 gats en el monestir. En 1991, en el dia del nom d'Agios Nicolaos la monja Kassiani va ser declarada abadessa. Avui dia, el convent és administrat pel Bisbat de Lemesos.

### Restes arquitectòniques
Algunes parts de l'església actual daten del període de la Casa de Lusignan, en particular la porta amb un arc modelat en el costat nord de l'edifici.

### Literatura
El premi Nobel Giorgos Seferis va escriure un poema sobre Sant Nicolau dels Gats en 1969, traduït a l'anglès en 1995. Un article de Benjamí Arbel també reflexiona sobre els gats i el seu significat en l'escriptura del Renaixement.